# Har HaSha'avi
Har HaSha'avi (hebreiska: Har HaSha’avi, הר השאבי) är ett berg i Israel.   Det ligger i distriktet Norra distriktet, i den norra delen av landet. Toppen på Har HaSha'avi är 528 meter över havet.
Terrängen runt Har HaSha'avi är huvudsakligen kuperad, men söderut är den platt.Runt Har HaSha'avi är det ganska tätbefolkat, med 80 invånare per kvadratkilometer. Närmaste större samhälle är Sakhnīn, 2,7 km norr om Har HaSha'avi. Trakten runt Har HaSha'avi består till största delen av jordbruksmark.